# شبکه‌ی عملکردی مغز
شبکهٔ عملکردی مغز (Brain Functional Network)، گرافی است که نشان دهندهٔ اتصالات عملکردی (functional connectivity) در مغز می‌باشد. اتصال عملکردی در واقع وابستگی‌های زمانی بین الگوی فعالیت نورونهای مناطق مختلف مغز است، که به کمک تحلیل داده‌های روش‌هایی چون EEG، fMRI و … سنجیده می‌شود. در این شبکه راس‌ها نمایانگر جمعیت‌های نورونی واقع در جایی از مغز بوده و یال‌ها نشان دهندهٔ اتصال عملکردی میان آن‌هاست. همانگونه که انتظار می‌رود، این شبکه‌ها به شدت به زمان وابسته‌اند و در مقیاس‌های زمانی مختلفی (از چند میلی ثانیه تا چند ثانیه) تغییر می‌کنند.

## ساخت شبکه
برای ساختن یک شبکهٔ عملکردی، هم به داده‌های فعالیت‌های سلول‌های عصبی نیاز داریم و هم روشی برای تحلیل آن‌ها. بیشتر داده‌گیری‌ها برای ساخت شبکه‌های عملکردی در حالت استراحت انجام می‌شوند (فرد کار بخصوصی انجام نمی‌دهد). داده‌های ما سری‌های زمانی از فعالیت‌های نورونی در مقیاس‌ها و تفکیک‌پذیری‌های مختلف هستند و به کمک کمیت‌های آماری بستگی میان این سری‌ها را حساب می‌کنیم. از جملهٔ این کمیت‌ها می‌توان به ضریب همبستگی، هم‌وردایی، قفل شدگی فازی (phase locking) و… اشاره کرد. در ادامه نمونه‌هایی از روش‌های جمع‌آوری داده آورده شده است.
- نوار مغزی (EEG): در این روش الکترودهایی روی پوست سر فرد گذاشته می‌شود و این الکترودها در گذر زمان ولتاژ ناشی از فعالیت نورون‌ها را ثبت می‌کنند که به آن سیگنال EEG گفته می‌شود.[۲]
- برش‌نگاری گسیل پوزیترون (PET): در این روش ترکیبات شیمیایی نشان‌دار شده‌ای در جریان خون تزریق می‌شوند و گسیل پوزیترون از آن‌ها اندازه‌گیری می‌شود. این اندازه‌گیری نمایانگر میزان سوخت و ساز نواحی مختلف مغز در گذر زمان است.[۳]
- تصویرسازی تشدید مغناطیسی کارکردی (fMRI): این روش که یکی از انواع MRI است، بدون اینکه نیاز به اقدام تهاجمی‌ای مانند تزریق ردیاب داشته باشد قادر است تغییرات جریان خون در مغز را بفهمد. یکی از اندازه‌گیری‌های مهم آن، سیگنال‌های بولد (BOLD: Blood Oxygen Level Dependent) هستند که سطح اکسیژن خون را می‌سنجند و یکی از پرکاربردترین روش‌های داده‌گیری برای ساختن شبکه‌های عملکردی هستند.[۴]

## ویژگی‌ها

### وجود شاه‌راس (Hub)
به دلیل اینکه پژوهش‌های مختلف شبکه‌هایی با راس‌های مختلفی از داده‌های عملکردی مغز می‌سازند، تفاوت‌هایی میان تابع توزیع درجه راس در شبکه‌ها وجود دارد. با این حال، به نظر می‌رسد بیشترین توافق بر روی تابع توزیع توانی که در پوش یک تابع نمایی قرار گرفته است می‌باشد. چنین شبکه‌هایی کاملاً بی‌مقیاس نیستند، ولی تا حدی شبیه به آن شبکه‌ها، شامل تعداد زیادی راس با درجه کم و تعداد کمی شاه‌راس (راس با درجهٔ زیاد) هستند. مقاومت این شبکه‌ها در برابر حمله‌های تصادفی تقریباً مثل گراف بی‌مقیاس است ولی در برابر حملهٔ هدفمند به شاه‌راس‌ها بسیار مقاوم ترند.

### جهان‌کوچکی (Small-worldness)
شبکه‌هایی که ضریب خوشگی در آن‌ها بزرگتر از شبکهٔ تصادفی است ولی طول مسیر مشخصه در آن‌ها از مرتبهٔ همان گراف‌هاست، شبکه‌های جهان کوچک نامیده می‌شوند. در پی معرفی این مفهوم، دیده شد که شبکه‌های زیادی در طبیعت این ویژگی را دارند و جهان‌کوچکی برای گراف‌ها پیامدهایی دارد. مطالعات متفاوتی نشان داده‌اند که شبکه‌های عملکردی مغز جهان‌کوچکند و این ویژگی، نقش مهمی در بهینگی عملکرد مغز دارد. ما در مغز شاهد دو توانایی تخصیص و تجمیع عملکردی هستیم. تخصیص عملکردی (functional segregation) در مغز توانایی پردازش اطلاعات در نواحی تخصص‌یافته برای امور مختلف و تجمیع عملکردی (functional integration) توانایی ترکیب این اطلاعات پردازش شده در زمان‌های بسیار کوتاه است که مثلاً منجر به واکنش می‌شود. ویژگی جهان‌کوچکی، حالت بهینه میان این دو توانایی در مغز را به ارمغان می‌آورد.

### پودمانگی (Modularity)
ویژگی پودمانگی یا انجمنی در گراف‌ها، قابلیت تقسیم کردن آن‌ها به انجمن‌های مختلفی است که ارتباطات راس‌ها درون انجمن بیشتر از ارتباط آن‌ها با راس‌های خارجی باشد. این انجمن‌ها در شبکه‌های عملکردی مغز نیز قابل تشخیص بوده و نشان دهندهٔ توانایی تخصیص عملکردی در مغز هستند. مطالعات نشان داده‌اند که اتصالات بین انجمن‌ها در مغز، از اهمیت ویژه‌ای برخوردارند. گراف در برابر حذف یال‌ها و راس‌های این بخش‌ها مقاومت بسیار کمتری در قیاس با حذف تصادفی یا حذف تصادفی درون یک انجمن نشان می‌دهد.

## کاربردها
مقایسهٔ شبکهٔ عملکردی افراد مبتلا به برخی بیماری‌ها با افراد سالم، نشان می‌دهد که می‌توان از برخی از ویژگی‌های این شبکه به عنوان روش تشخیصی برای این بیماری‌ها استفاده کرد؛ مثلاً در بیماری شیزوفرنی، شبکه‌های عملکردی به‌طور متوسط ضریب خوشگی بیشتر و طول مشخصهٔ کمتری دارند. همچنین برخی نواحی که در مغز افراد سالم به هم متصل نیستند، در این افراد به هم متصلند و اتصالات اشتباه در شبکهٔ آن‌ها دیده می‌شود. از سوی دیگر، به نظر می‌رسد در بیماری آلزایمر طول مشخصهٔ گراف افزایش یافته است. این از دست رفتن ویژگی‌های جهان کوچکی ممکن است به واسطهٔ از کار افتادن شاه‌راس‌ها در این شبکه باشد و موجب از دست رفتن پیچیدگی و بهینگی شبکه خواهد شد. پژوهش‌های دیگری در زمینهٔ بیماری پارکینسون، اختلال طیف اوتیسم و… نیز انجام شده است.

## ارتباط با شبکه‌های ساختاری
شبکه‌های ساختاری (Structural Networks)، نمایانگر اتصالات کالبدشناختی (آناتومیکال) میان بخش‌های مختلف مغز هستند. همان‌طور که انتظار می‌رود، در نواحی که به لحاظ ساختاری متصلند، با احتمال بیشتری اتصال عملکردی وجود دارد. با این حال این هم‌بستگی آن‌قدر هم زیاد نیست و اتصالات عملکردی زیادی بین نواحی که اتصال ساختاری ندارند، یافت می‌شود. برای توصیف ارتباط شبکه‌های ساختاری و عملکردی، در ابتدا نیازمند مدل‌هایی برای توصیف عملکرد راس‌ها هستیم. سپس به مدل‌هایی برای توصیف دینامیک ارتباط بین این راس‌ها و در نهایت مدل‌های کلی برای تحول شبکه نیاز داریم. این مدل‌ها می‌توانند به دو دستهٔ کلی مدل‌های مصنوعی و بیوفیزیکی تقسیم شوند. در مدل‌های مصنوعی (از مدل تک نورون مکالوک-پیتس تا شبکه‌های عصبی مصنوعی مثل شبکهٔ هاپفیلد) واحدهای عملکردی به وسیلهٔ نورون‌های مصنوعی شبیه‌سازی شده و در یک شبکه با هم تعامل می‌کنند. این مدل‌ها تاکنون توانسته‌اند ویژگی‌های کلیدی شبیه به مغز انسان بروز دهند، مثل توانایی یادگیری، حافظه و پردازش منطقی. از سوی دیگر، مدل‌های طبیعی (مثل مدل هاجکین و هاکسلی برای توصیف پتانسیل عمل در نورون‌ها و مدل ویلسون و کوان برای توصیف دینامیک بین جمعیت‌های نورونی) سعی دارند به کمک روابطی که توجیه بیوفیزیکی دارند، عملکرد شبکه‌های عصبی در مقیاس‌های مختلف را توصیف کنند.